# Chastach
Chastach – rzeka w azjatyckiej części Rosji, w Jakucji. Długość 251 km.
Źródła w górach Suntar-Chajata; płynie w kierunku północnym; na Wyżynie Ojmiakońskiej łączy się z rzeką Taryn-Juriach tworząc Indygirkę.
W jej dorzeczu leży słynne jezioro Łabynkyr.